# Aphalaridae
Aphalaridae es una familia de insectos de la superfamilia Psylloidea.

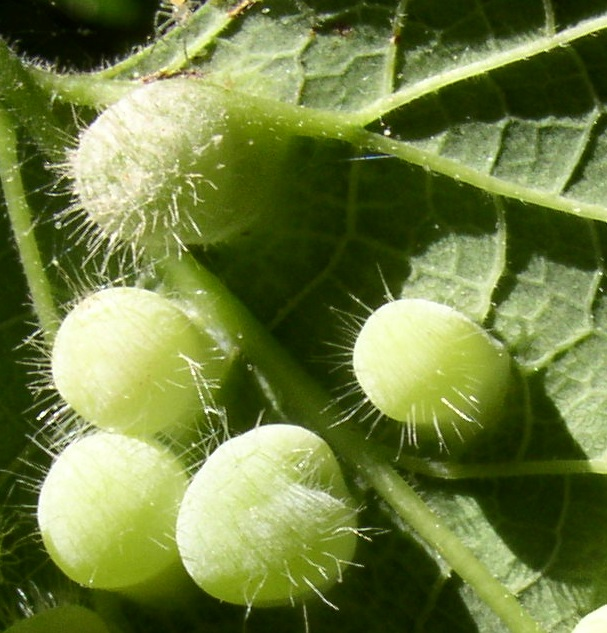
Pachypsylla celtidismamma, agallas

Hay alrededor de 600 especies en 65 géneros de 5 subfamilias. Son de distribución mundial.